# Бундюр
Бундюр, в верхнем течении Малый Пензер — река в России, протекает по территории Чаинского и Бакчарского районов Томской области. Устье реки находится в 34 км по левому берегу реки Парбига. Длина реки составляет 77 км, площадь водосборного бассейна 1040 км².
Жители с. Бундюр называют реку Бундюрка.

## Данные водного реестра
По данным государственного водного реестра России относится к Верхнеобскому бассейновому округу, водохозяйственный участок реки — Обь от впадения реки Чулым до впадения реки Кеть, речной подбассейн реки — Чулым. Речной бассейн реки — (Верхняя) Обь до впадения Иртыша.
Код объекта в государственном водном реестре — 13010500112115200023462.